# Nathan Cleary
Pour les articles homonymes, voir Cleary.

a Compétitions nationales et continentales officielles uniquement.

b Matchs officiels uniquement.
Nathan Cleary, né le 14 novembre 1997 à Sydney (Australie), est un joueur australien de rugby à XIII évoluant au poste de demi de mêlée ou de demi d'ouverture dans les années 2010 et 2020.
Fils d'Ivan Cleary, joueur et entraîneur de rugby à XIII, Nathan Cleary grandit entre Sydney et Auckland (Nouvelle-Zélande) et se tourne naturellement vers le rugby à XIII après s'être essayé au football. Dès l'adolescence, il est retenu dans différentes sélections de jeunes en équipe d'Australie et peut entrevoir une carrière dans ce sport. Il s'engage ainsi aux Penrith Panthers que son père entraîne et débute en National Rugby League (« NRL ») en 2016. Il s'affirme aussitôt comme l'un des meilleurs demi de mêlée du Championnat, en étant nommé deux fois meilleur demi de mêlée de la NRL en 2020 et 2021, et avec le retour de son père au club en 2019 il prend part à l'une des plus importantes dominations d'un club sur la NRL avec quatre titres remportés d'affilée en  2021, 2022, 2023 et 2024.
Occupant l'un des postes des plus concurrentiels en Australie et en sélection représentative (sélection de la Nouvelle-Galles du Sud), il s'impose toutefois comme titulaire en sélection australienne pour remporter la Coupe du monde en 2022. Il parvient également à disputer de nombreux « State of Origin », gagnant les éditions 2018, 2019 et 2021.

## Biographie
Né à Sydney, il est d'origine croate. Son père, Ivan Cleary, est un ancien joueur et entraîneur de rugby à XIII, il a notamment joué en National Rugby League et a entraîné les New Zealand Warriors, Penrith Panthers et l'équipe du Liban. Son oncle, Jason Death, a également été joueur de rugby à XIII en NRL tout comme son autre oncle Josh Stuart.
Il a débuté très jeune au rugby à XIII et s'est rapidement signalé en étant sélectionné en équipe d'Australie junior en 2016. Il prend part à la National Rugby League à seulement dix-huit ans devenant rapidement titulaire au sein de son club les Panthers de Penrith.

## Palmarès
- Collectif : 
  - Vainqueur  de la Coupe du monde : 2021 (Australie).
  - Vainqueur du State of Origin : 2018, 2019 et 2021 (Nouvelle-Galles du Sud).
  - Vainqueur de la National Rugby League : 2021, 2022, 2023 et 2024 (Penrith).
  - Finaliste de la National Rugby League : 2020 (Penrith).

- Individuel :
  - Meilleur réalisateur de la Coupe du monde : 2021 (Australie).
  - Elu meilleur demi de mêlée de la National Rugby League : 2020 et 2021 (Penrith).
  - Elu meilleur joueur de la finale de la National Rugby League : 2021 et 2023 (Penrith).

### Détails en club
| 2016 | Penrith Panthers | NRL | 2e tour   | 15 | 118 | 3  | 53 | - |      |           |   |    |   |    |   |    |   |    |   |    |   |
| 2017 | Penrith Panthers | NRL | 2e tour   | 26 | 228 | 11 | 92 | - |      |           |   |    |   |    |   |    |   |    |   |    |   |
| 2018 | Penrith Panthers | NRL | 2e tour   | 17 | 98  | 4  | 40 | 2 | 2018 | Vainqueur | 3 | 4  | - | 2  | - |    |   |    |   |    |   |
| 2019 | Penrith Panthers | NRL | 10e       | 21 | 157 | 10 | 58 | 1 | 2019 | Vainqueur | 2 | 10 | - | 5  | - |    |   |    |   |    |   |
| 2020 | Penrith Panthers | NRL | Finaliste | 21 | 208 | 8  | 86 | 4 | 2020 | Perdant   | 3 | 18 | - | 9  | - |    |   |    |   |    |   |
| 2021 | Penrith Panthers | NRL | Champion  | 20 | 231 | 10 | 94 | 2 | 2021 | Vainqueur | 2 | 26 | - | 13 | - |    |   |    |   |    |   |
| 2022 | Penrith Panthers | NRL | Champion  | 17 | 165 | 3  | 76 | 1 | 2022 | Perdant   | 3 | 30 | 2 | 11 | - | CM | 5 | 68 | 1 | 32 | - |
| 2023 | Penrith Panthers | NRL | Champion  | 22 | 216 | 8  | 89 | 5 | 2023 | Perdant   | 1 | 6  | - | 3  | - |    |   |    |   |    |   |
| 2024 | Penrith Panthers | NRL | Champion  | 13 | 118 | 4  | 50 | 1 |      |           |   |    |   |    |   |    |   |    |   |    |   |
| 2025 | Penrith Panthers | NRL |           | 4  | 20  | -  | 10 | - |      |           |   |    |   |    |   |    |   |    |   |    |   |